# بسه
بسه (بالفارسية: بخش مركزى) هي قرية صغيرة تـتبع البلدة المركزية من توابع مدينة بستك إحدى قرى « إقليم گودة»، وتقع في محافظة هرمزگان في جنوب إيران.

## حدود قرية بسه
حدود بسه: من الشمال: جبل، ومن الجنوب مردنو، ومن الغرب « كلویه »، ومن الشرق تنتهي بـقرية. كود كز.

## السكان
يبلغ عدد سكان هذه القرية حسب تعداد السكان لعام 2006 للميلاد، (20) نسمه تشكل (3 عائلة)، من أهل السنة والجماعة وعلى المذهب الشافعي. يتكلون الفارسية باللهجة المحلية. لهم مسجد وبعض البرك لحفظ مياه الأمطار إذا سالت الأودية.

## وصلات خارجية
- التقسيمات الإدارية لمحافظة هرمزگان